# Día de boda en Troldhaugen
Día de boda en Troldhaugen (en noruego: 'Bryllupsdag på Troldhaugen') es una pieza musical compuesta por Edvard Grieg. Es la sexta pieza de piano del octavo libro de Piezas Líricas, con el número de opus 65. Ha habido una cierta discusión acerca de la calidad y la proporción de esta composición en relación con la totalidad del libro.

## Descripción
Originalmente llamado "Gratulanterne kommer"(Los buenos deseos están llegando), fue compuesto en 1896 como conmemoración del 25 aniversario de bodas de Grieg y su esposa Nina. La celebración del aniversario tuvo lugar en el Fossli Hotel cerca de la cascada Vøringsfossen en junio de 1896. Grieg y su esposa celebraron su aniversario de boda con Borre y Nancy Giertsen. Nancy era la hermana de Marie Beyer, que luego se casó con Frants Beyer, el mejor amigo de Grieg. Ella pertenecía a su círculo más íntimo de amigos de Troldhaugen. 
Grieg le dio al trabajo su título definitivo en 1897 cuando compiló el Libro VIII, Op. 65, de Piezas Líricas. La primera sección festiva de la obra describe las felicitaciones y los mejores deseos que dan los invitados a los novios; la segunda sección es reflexiva y tenue.